# Inanendra Das Gupta

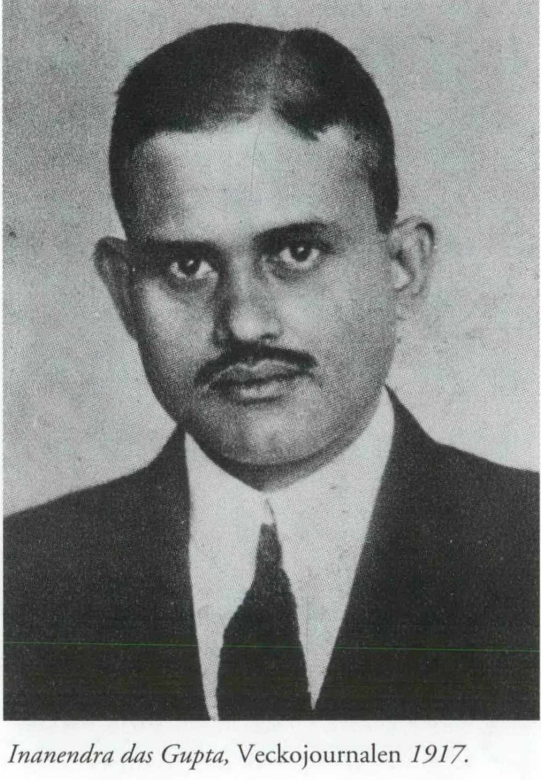

Inanendra Das Gupta (auch Inanendra Chandra Dasgupta; bengalisch জ্ঞানেন্দ্র দাশগুপ্ত Jñānendra Dāśgupta; * 1888) war ein indischer Chemiker und Nationalist, der in Berlin studierte und während des Ersten Weltkriegs in Schweden arbeitete.

## Chemiker und Kunststoffpionier
Das Gupta studierte in Deutschland mit Unterstützung des National Council of Education Bengal und Indian Association for the Cultivation of Science. Er arbeitete auch eine Zeit lang als Chemiker bei Hoffmann La Roche in Basel. 1913 verteidigte er seine Dissertation in Pharmazeutischer Chemie, Studien über 2-Chloranthrachinon-3-carbonsäure, für Professor Fritz Ullmann an der Technischen Universität Berlin.
Danach bekam Das Gupta durch den Firmengründer Wilhelm Wendt einen Job bei Skånska Ättikfabriken AB (später Perstorp AB) in Schonen, Schweden. Dort entwickelte der Chemiker 1918 nach Experimenten mit Formalin und Kresol Skandinaviens erstes Kunststoffmaterial, Indolac. Dies führte bald zur Entwicklung des duroplastischen Kunststoff Isolit, der dem Bakelit verwirrend ähnlich war. Perstorps erstes Kunststoffprodukt war ein Griff aus Isolit für einen Messerschalter.
Das Gupta verließ Schweden jedoch bereits 1919, nachdem ihm die schwedische Staatsbürgerschaft verweigert worden war.

## Nationalist
1914 wurde Das Gupta eines der ersten Mitglieder einer von Virendranath Chattopadhyaya gegründeten revolutionären Gruppe, das Berliner Indische Unabhängigkeitskomitee. Die Gruppe erhielt Unterstützung vom deutschen Außenministerium, da sich das Land zu dieser Zeit im Krieg mit der indischen Kolonialmacht England befand, und daher förderte die Freizügigkeit in den britischen Kolonien. Im Ministerium hatte Das Gupta einen Freund im Sinologen, Anwalt usw. Herbert Müller, der später angeblich für die Kommunistische Internationale arbeitete. Das Gupta selbst kam schließlich zur Arbeit für die indische Armee.